# Metoda projektów
Metoda projektów – jedna z metod nauczania, zaliczana zwykle do LSK metod praktycznych, rzadziej do metod aktywizujących (należących do grup problemowych). Metoda ta polega na samodzielnym realizowaniu przez uczniów zadania przygotowanego przez nauczyciela na podstawie wcześniej ustalonych założeń.
Projekty dydaktyczne dzielą się na dwa rodzaje:
- projekt badawczy, mający na celu rozwój wiedzy i umiejętności
- projekt działania lokalnego – akcja w środowisku lokalnym.

W metodzie projektów, jak i w każdej innej metodzie nauczania, powinny być uwzględnione dwa czynniki: przygotowanie materiału nauczania oraz praca z uczniami.

## Przygotowanie materiału nauczania
Projekt jest przedsięwzięciem, które trwa dłuższy czas: od jednego do kilku tygodni, a nawet miesięcy, dlatego decyzję o jego wprowadzeniu należy podjąć odpowiednio wcześniej.
Pierwszym etapem projektu jest ustalenie celów i tematu. Nauczyciel ustala cele ogólne i szczegółowe projektu, ustala temat projektu oraz wybiera treści i zagadnienia, jakie uczniowie powinni poznać. Temat powinien wynikać z dokumentów programowych, standardów wymagań, potrzeb i możliwości uczniów. Przed ustaleniem tematu należy także wziąć pod uwagę następujące kwestie:
- Czy dane zagadnienie może zainteresować uczniów?
- Czy uczniowie mogą mieć dostęp do źródeł informacji na dany temat?
- Czy materiał, do którego dotrą uczniowie, da im możliwość samodzielnej pracy?

Ważną rolę w metodzie projektów spełnia instrukcja dla ucznia, która powinna być jasna i czytelna dla każdego z uczniów. Instrukcję przygotowuje nauczyciel. Instrukcja powinna zawierać temat projektu, jego cele, zadania dla konkretnego ucznia lub grupy uczniów, wskazówki, źródła informacji, termin, sposób i czas prezentacji, terminy konsultacji, kryteria oceny pracy. Kryteria oceny pracy powinny dotyczyć zarówno prezentacji, jak i poszczególnych etapów pracy. Forma prezentacji projektów może być zadana przez nauczyciela.

## Praca z uczniami
Pewne decyzje dotyczące tematów, formy pracy i sposobu prezentacji mogą być dokonane przy współudziale uczniów. Nauczyciel wspólnie z uczniami ustala też podział na grupy.
Projekt dany do wykonania uczniom powinien zawierać:
- temat i zadania dla grup lub osób,
- określone cele i metody pracy,
- wyznaczone terminy zarówno realizacji całości, jak i poszczególnych etapów,
- osoby odpowiedzialne za realizację,
- źródła, które powinny być wykorzystane,
- jasne kryteria oceny poszczególnych etapów pracy i rodzajów aktywności uczniów.

Zadania mogą być realizowane indywidualnie lub w grupach. Praca nad zadaniem może trwać do kilku miesięcy. Prezentacja rezultatów pracy odbywa się na forum publicznym.
Zakończeniem projektu jest jego prezentacja. Prezentacja projektu odbywa się w formie wystawy, inscenizacji, wykładu, książki, filmu wideo. Jednym z celów tej metody jest nauka prezentacji, głównie ustnych wystąpień przed publicznością.
Po prezentacji następuje dyskusja, podczas której rozważa się stopień realizacji celów, przyczyny niezrealizowania celów i współpracę w grupie. Najważniejszą sprawą dla ucznia jak i dla nauczyciela jest problem oceny. Ocena powinna dotyczyć tego, co jest ważne, a nie tego, co łatwo ocenić. Elementem oceny jest samoocena i ocena kolegów.

## Zalety metody projektów
Metoda ta kładzie nacisk na samodzielną pracę uczniów i uczy korzystania z różnych źródeł informacji.
W pracy samodzielnej uczniowie uczą się odpowiedzialności, podejmowania decyzji, dokonywania samooceny. W pracy grupowej rozwijają się umiejętności podejmowania decyzji w grupie, rozwiązywania konfliktów, wyrażania własnych opinii, słuchania innych osób, poszukiwania kompromisów, dyskutowania, dokonywania oceny pracy swojej i innych. W działaniach lokalnych uczniowie nabywają umiejętności układania harmonogramów, planowania i obliczania budżetu, poszukiwania sojuszników wspierających, przedsięwzięcia przewidywania i pokonywania trudności.
Taka metoda, w której uczeń uczy ucznia przynosi największe pojmowanie wiedzy i przyswojenie jej. Zatem przy realizacji zagadnienia metodą projektów więcej osiąga się od ucznia lub klasy niż tradycyjnym wykładem.